# Лазар Пачу
Лазар Пачу (Чуруг, 1. март 1855 — Врњци, 12. октобар 1915) био је српски лекар и политичар. Пачу је био министар финансија Краљевине Србије у више мандата. За време његових мандата финистра финансија, српски динар је био конвертибилан.

## Биографија
Потиче из свештеничке породице цинцарског порекла која се са југа доселила у Аустроугарску са патријархом Чарнојевићем, из Блаца. Отац Стефан био је парох у бачком месту Чуругу, а мајка је потицала из породице којој је припадао и Милош Цветић, познати драмски писац и глумац.
Гимназију је завршио у Новом Саду, студије медицине започео је у Цириху, где се придружио бакуњистичком кругу и упознао Светозара Марковића, Васу Пелагића и будуће руководство Радикалне странке: Николу Пашића, Перу Тодоровића и Перу Велимировића. Ту је срео и Ленку Захо, којом се касније оженио. 
Као омладинац под утицајем Светозара Марковића написао је књижицу под насловом "Има ли животиња душе". Током 1870/1871. године млади Пачу је био сарадник новосадског гимназијског друштва "Вила", у којем је те школске године принео два своја рада - превода. Студије је прекинуо 1878. године, када је, заједно са Пером Тодоровићем, основао лист „Стража“ у Новом Саду, око којег су се окупили омладинци са свих страна. Лаза је био члан редакције тог листа, али убрзо изазивају својим социјалистичким активностима подозрење код мађарских власти. Лист је забрањен а њих режим протерао ван земље 24. марта 1879. године. Лазу ће онда пут одвести у престоницу српства Београд. Он је 1879. године објавио у Новом Саду превод књиге Гејнијеа, под насловом "Физикална географија". Пачу је накнадно окончао студије медицине на Универзитету Фридриха Вилхема у Берлину. Промовисан је 3. јуна 1880. године за доктора медицине, након одбрањене тезе о реуматским обољењима. Пријавио се 1881. године Управи вароши Београда са молбом и дипломом "целокупног лекарства" Берлинског универзитета, да буде лекар у Београду.

## Велики радикал
У Београду је отворио лекарску ординацију и од ње живео током непуне деценије 1881-1889. године. Био је он почев од 1881. године истовремено и "шеф општинских лекара" у Београду. Бави се тада неуморно превођењем медицинске литературе и уџбеника на српски језик, попут дела Хакслија: "Општи увод у природне науке" (Нови Сад 1882). Исте године објављује и дело Еризмана: "Хигијена наука о здрављу" (Београд 1882). Следеће 1883. године појавила се преведена књига од Форстера: "Почетнице природних наука. Физиологија".
Његов живот је међутим обележила политика - припадност Народној радикалној странци, од њеног првог дана. Мада медицинар по струци, доказао се способностима - талентом за финансије и вештином за политику. Учествовао је у оснивању Народне радикалске странке 1881. године и постао члан Главног одбора. Пачу се сматра за једног од најобразованијих и најспособнијих радикалских политичара. Био је као дугогодишњи народни посланик изузетан, искусан говорник, "чији су говори увек пуни језгре, пуни стварности", радо слушани и уважавани. Писао је за „Самоуправу“, лист Радикалне странке. Важна је његова серија непотписаних текстова, у којој је покушао да одговори на критику Мите Ценића да је Радикална странка напустила идеологију Светозара Марковића. Пред Први светски рат у српској политици је на врху било једно утицајно радикалско а "кумовско тројство" које су чини: Лаза Пачу, Андра Николић и Стојан Протић.
Улази доктор Пачу у државну службу у Србији 1889. године, али не као лекар. Када је радикална влада 1889. године национализовала монополе дувана и соли, за управника државних монопола постављен је Пачу, и био то до 1893, када је смењен од стране либералне владе. Управник монопола је и 1893-1894. године и 1897—1898. године. Године 1896. као пензионер изабран је за одборника Београдске општине. То није његов ни први а ни последњи комунални мандат; неуморно је имао удела у одлучивању и раду на развоју српске престонице. У међувремену био је комесар Народне банке и директор Београдске задруге (банка). Пачу је као министар финансија подржавао тада младог др Милана Стојадиновића. Допринео је да талентовани Стојадиновић оде у иностранство ради усавршавања и специјализације у финансијским државним пословима.
Године 1899, за владе Владана Ђорђевића, пензионисан је. Године 1903. постао је члан Државног Савета. По промени династије 1903. године и доласку радикалских странака на власт, Лазар Пачу је министар финансија у три периода: јануар 1904 – мај 1905, април 1906 – јануар 1908. и август 1912 – октобар 1915. године. Пачуа је Димитрије Боаров подробно представио у својој књизи као једног од "апостола српских финансија". Он је ушао у финансијску легенду као лекар који је излечио финансије Србије. Већ од првог мандата 1904. године министар Пачу је решио дугогодишњи готово нерешив проблем српских финансија; остварио је буџетску равнотежу. Дошли су до прилике да се искажу "његова памет, несаломљива снага и огромно знање". Државне расходе је свео на разумне границе, а приходи мудро распоређени почели су пристизати. Већ крајем прве године министарске функције нестао је државни дефицит. Имао је он довољно искуства са финансијама у претходном периоду живота, као председник Финансијског одбора у Народној скупштини, у неколико мандата. Из овог периода Пачу је остао запамћен, по неколико анегдота, као шкрт министар финансија, мада је и под њим буџет брзо растао. Његову улогу за "дизање на ноге Србије" умањивао је у својим написима након Првог светског рата, извесни пуковник Г. Бојовић. Важна је Пачуова улога у тзв. царинском рату са Аустроугарском, закључењу нових спољних зајмова Србије и финансирању балканских ратова и почетка Првог светског рата. Обезбедио је Србији као држави да може да крене и са "политиком великог стила". Када је избио одсудан тренутак решавања судбине српског народа на југу 1912. године, српска држава је имала јаке финансије, као потпору исто таквој војсци.
У лето 1914. године Др Пачу је први примио аустријску протесну ноту, поводом сарајевског атентата, коју је предао одсутном Пашићу. Дана 23. јула дошао је у Министарство спољних послова Краљевине Србије Барон Гизл, који му је уручио аустроугарски ултиматум. Лаза Пачу је преко Пашића 1915. године тражио да се по сваку цену, током дипломатске акције Срба уреди да његов завичај Бачка (и Војводина) припадне Србији. Током лета 1915. године док живео је и радио као министар финансија српске владе у Нишу, разболео се. Јуна месеца је после дужег побољевања од камена у бешици, пао у постељу. Због потребе неодложног опоравка након операције кренуо је на месец дана у Врњце. У Врњачкој Бањи га је и смрт затекла два месеца касније, октобра 1915. године, а ту је и сахрањен. Његово тело је у октобру 1922. пренето на Ново гробље у Београду.

## Наслеђе
Одборник Београдске општине Јован Гавриловић је 1932. године тражио да се једној београдској улици, да назив по заслужном Београђанину др Лази Пачуу. То је касније и усвојено. Државни Сенат Краљевине Југославије је 1937. године доделио додатке на пензије удовама - Јованки, министра Милорада Драшковића и Ленки, министра Лазе Пачуа. Супружници Пачу живели су у Београду у Симићевој улици, на броју 14. Године 1925. Чуружани су на Лазиној родној кући поставили меморијалну спомен-плочу. Петнаест година касније, у Чуругу је тамошњи Школски одбор 1940. године наручио и поставио у школи уметничку бисту свог славног земљака Лазе. Споменик је постављен на згради у школи која је и пре тога носила његово име. Удовица Лазе Пачуа је умрла 26. марта 1938.